# Heiko Raulin

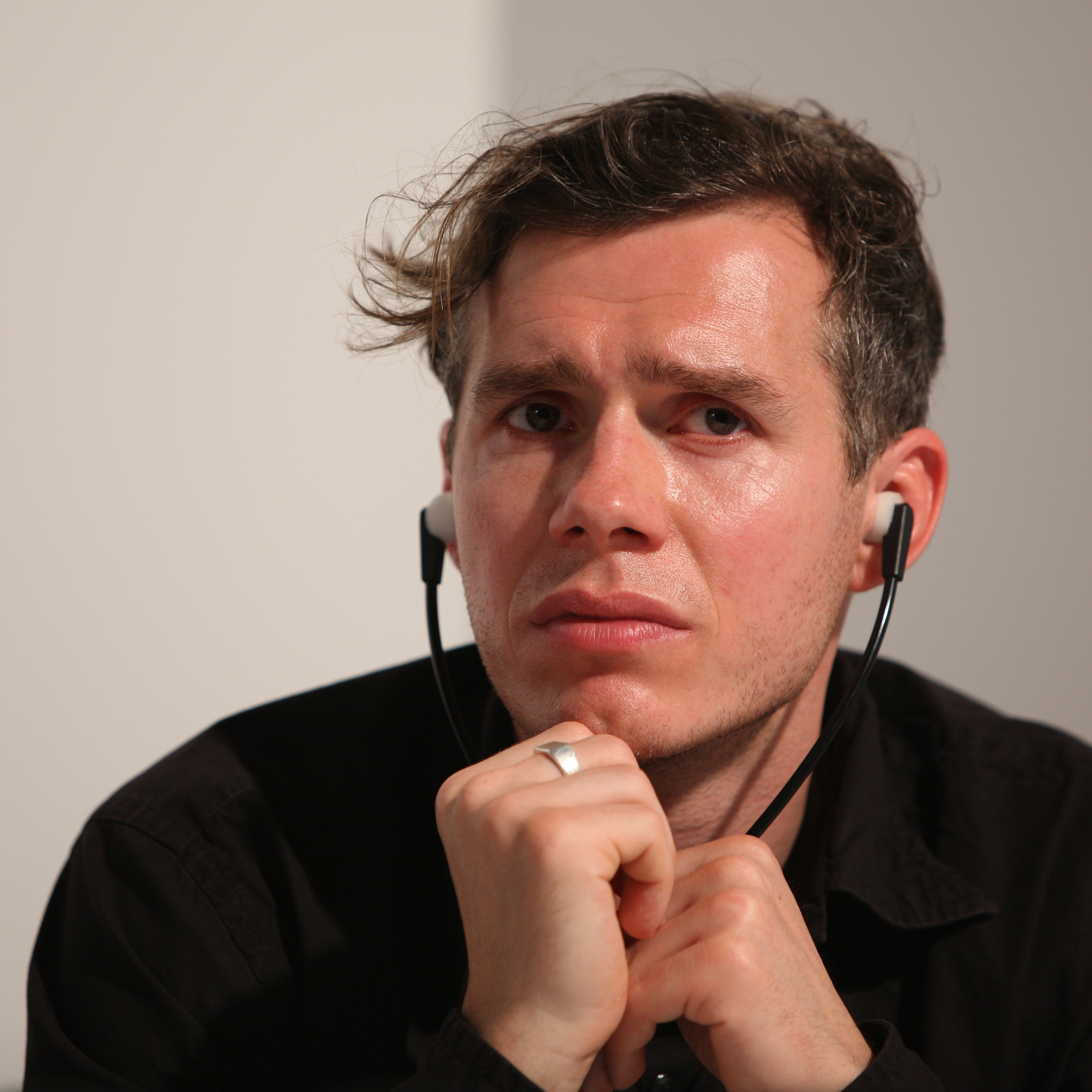
Heiko Raulin (2009)

Heiko Raulin (* 8. November 1972 in Meiningen) ist ein deutscher Schauspieler.

## Leben

### Ausbildung und Theater
Raulin absolvierte seine Schauspielausbildung von 1992 bis 1996 an der Hochschule für Schauspielkunst „Ernst Busch“ in Berlin.
Von 1996 bis 2001 war er Ensemblemitglied am Bayerischen Staatsschauspiel in München. 1999 erhielt er den Förderpreis des Vereins der Freunde des Bayerischen Staatsschauspiels.
Von 2001 bis 2017 war er als freier Schauspieler tätig und spielte u. a. am Schauspielhaus Zürich, am Volkstheater Wien, am Theater in der Josefstadt in Wien, am Düsseldorfer Schauspielhaus, an der Schaubühne Berlin, am Thalia Theater Hamburg, am Schauspielhaus Hamburg und gastierte bei den Salzburger Festspielen. Er arbeitete u. a. mit den Regisseuren Dimiter Gotscheff, Jan Bosse, Karin Henkel und Andreas Kriegenburg zusammen.
2012 trat er am Theater am Neumarkt in Zürich als Hauptmann in Woyzeck (Regie: Yannis Houvardas) auf. In der Spielzeit 2013/14 übernahm er am Hessischen Staatstheater Wiesbaden den Richter Danforth in Hexenjagd (Regie: Konstanze Lauterbach). In der Spielzeit 2014/15 spielte er am Staatstheater Darmstadt in einer Bühnenfassung von Madame Bovary. 2016 gastierte er am Schauspielhaus Bochum unter der Regie von Marius von Mayenburg in der Gesellschaftssatire Familiengeschäfte von Alan Ayckbourn.
Ab der Spielzeit 2017/18 war er Ensemblemitglied am Schauspiel Frankfurt. Seit der Spielzeit 2023/24 ist Raulin Ensemblemitglied am Düsseldorfer Schauspielhaus.
Raulin wohnt in Frankfurt am Main.

### Film und Fernsehen
Gelegentlich übernahm Raulin neben seiner umfangreichen Theaterarbeit auch einige Film- und Fernsehrollen. Seine Filmkarriere begann mit der Mitwirkung in Hochschul- und Diplomfilmen der HFF München sowie in Kurzfilmen. Er hatte zunächst kleine Rollen in dem Episodenfilm Midsommar Stories unter der Regie von Andi Niessner und in 666 – Traue keinem, mit dem du schläfst! (2002).
In dem Filmdrama Ich, Tomek (2009, Regie: Robert Gliński) spielte er Max, einen Kunden und Freier des polnischen Strichjungen Tomek. In einer weiteren Zusammenarbeit mit Gliński verkörperte er in dessen Romanverfilmung Kamienie na Szaniec (2013) den deutschen SS-Oberscharführer Herbert Schultz. Im Bremer Tatort: Die Wiederkehr (Erstausstrahlung März 2015) spielte er einen wegen Mordes verdächtigten Familienvater, der sich in der Haft das Leben nimmt.
Gelegentlich war Raulin auch in TV-Serien zu sehen. 2011 hatte er in der ZDF-Krimiserie SOKO Wismar eine Episodennebenrolle als Lottomillionär Maik Radolf. In der 12. Staffel von SOKO Wismar (2015) übernahm er dann eine der Episodenhauptrollen als Landschaftsgärtner Henning Brehm, der früher seinen Lebensunterhalt als brutaler Geldeintreiber für ein Inkassounternehmen verdient hat.

## Theater (Auswahl)
- 2003: Die Familie Schroffenstein (Heinrich von Kleist), Rolle: Johann | Schauspielhaus Zürich | Regie: Jan Bosse
- 2004: Die Jungfrau von Orléans (Schiller), Rolle: Lionel | Thalia Theater Hamburg | Regie: Andreas Kriegenburg
- 2005: Aias (Sophokles), Rolle: Odysseus | Bayerisches Staatsschauspiel | Regie: Benjamin Walther
- 2006: Faust I (Goethe), Rolle: Faust | Theater Dortmund | Regie: Thirza Bruncken
- 2008: Der Fall der Götter (Luchino Visconti), Rolle: Martin von Essenbeck | Düsseldorfer Schauspielhaus | Regie: Karin Henkel
- 2008: Penthesilea (Kleist), Rolle: Odysseus | Schaubühne Berlin | Regie: Luk Perceval
- 2010: Penthesilea (Kleist), Rolle: Odysseus | Schauspielhaus Hamburg | Regie: Roger Vontobel
- 2011: Immer noch Sturm (Peter Handke), Rolle: Benjamin | Thalia Theater Hamburg | Regie: Dimiter Gotscheff
- 2012: Die Nacht kurz vor den Wäldern (Bernard-Marie Koltès), Solo | Thalia Theater Hamburg | Regie: Matthias Jochmann
- 2017: Rose Bernd (Gerhart Hauptmann), Rolle: Christoph Flamm | Schauspiel Frankfurt | Regie: Roger Vontobel
- 2017: Richard III. (Shakespeare), Rollen: Buckingham, Richmond | Schauspiel Frankfurt | Regie: Jan Bosse
- 2019: Warten auf Godot (Beckett), Rolle: Pozzo | Schauspiel Frankfurt | Regie: Robert Borgmann
- 2019: Brand (Henrik Ibsen), Rolle: Brand | Schauspiel Frankfurt | Regie: Roger Vontobel
- 2023: Der Besuch der alten Dame (Friedrich Dürrenmatt), Rolle: Alfred Ill | Düsseldorfer Schauspielhaus | Regie: Laura Linnenbaum
- 2023: Wilhelm Tell[15] (Friedrich Schiller), Rolle: Hermann Gessler | Düsseldorfer Schauspielhaus | Regie: Roger Vontobel
- 2024: Peer Gynt[16] (Henrik Ibsen), Rolle: Peer Gynt | Düsseldorfer Schauspielhaus | Regie: Bernadette Sonnenbichler
- 2024: Moby Dick[17] (Herman Melville), Rolle: Starbuck, Offizier | Düsseldorfer Schauspielhaus | Regie: Robert Wilson
- 2025: Die heilige Johanna der Schlachthöfe[18] (Bertolt Brecht), Rolle: Mauler, Fleischkönig | Düsseldorfer Schauspielhaus | Regie: Roger Vontobel

## Filmografie (Auswahl)
- 1998: Für alle Fälle Stefanie (Fernsehserie; Folge: Versuchungen)
- 1999: Midsommar Stories (Episodenfilm; Segment Sabotage)
- 2002: 666 – Traue keinem, mit dem du schläfst! (Kinofilm)
- 2009: Ich, Tomek (Kinofilm)
- 2011: SOKO Wismar (Fernsehserie; Folge: Lottokönig)
- 2014: Blut, Reis und Tränen (Kurzfilm)
- 2014: Operation Arsenal – Widerstand in Warschau (Kamienie na Szaniec) (polnischer Kinofilm)
- 2015: Großstadtrevier (Fernsehserie; Folge: Zwei Halunken)
- 2015: Tatort: Die Wiederkehr (Fernsehreihe)
- 2015: SOKO Wismar (Fernsehserie; Folge: Gras drüber)
- 2017: Die Kanzlei (Fernsehserie; Folge: Auf Herzen und Nieren)
- 2018: Ein Fall für zwei (Fernsehserie; Folge: Familienbande)
- 2019: Berthold Beitz – Ein bewegtes Leben (Fernsehfilm, Regie: Dror Zahavi)
- 2021: Polizeiruf 110: Hermann (Fernsehserie)
- 2023: Der Staatsanwalt (Fernsehserie; Folge: Licht und Schatten)
- 2023: Tatort: Murot und das Paradies